# ارفده
ارفده (به آلمانی: Erfde) یک شهر در آلمان است که در اشلسویگ-فلنسبورگ واقع شده‌است. ارفده  ۲٬۱۲۰ نفر جمعیت دارد.